# Трета армейска област
Трета армейска област е военна област на България формирана през 1906 г. със задача да се грижи за обучението, възпитанието и снабдяването на войсковите части разположение на територията на областта.

## История
Трета армейска област е формирана под името Трета военноинспекционна област съгласно указ № 148 от 27 декември 1906 г., като на нея са подчинени 4-та, 5-а и 9-а дивизионна област, съответно 4-та пехотна преславска дивизия, 5-а пехотна дунавска дивизия и 9-а пехотна плевенска дивизия и всички други части на територията на областта. Създадена е със задача да се грижи за обучението, възпитанието и снабдяването на войсковите части, намиращи се на територията на областта, на основание приетия през 1903 – 1904 г. Закон за Въоръжените сили и изграждането на армията. На областта се подчиняват началниците на дивизионните области, началниците на дивизиите и всички части от разните видове войски, които квартируват на територията на областта. През войните областта формира 3-та армия. Щабът на областта е в Русе. За пръв командващ е назначен генерал-лейтенант Радко Димитриев, а за началник-щаб – полковник Константин Жостов. През 1937 г. щабът на областта е преместен във Варна. Съществува до март 1941 г.

## Наименования
През годините областта носи различни имена според претърпените реорганизации:
- Трета военноинспекционна област (1906 – 1918)
- Трета военна инспекция (1918 – 1938)
- Трета армейска област (1938 – 1941)

## Началници
Званията са към датата на заемане на длъжността.
| №  | звание            | име                | дати                              |
| -- | ----------------- | ------------------ | --------------------------------- |
| 1. | Генерал-лейтенант | Радко Димитриев    | 28 март 1907 – 17 септември 1912  |
| 2. | Генерал-лейтенант | Радко Димитриев    | от август 1913 – 1 януари 1914    |
| 3. | Генерал-лейтенант | Иван Фичев         | 1 януари 1914 – 1 септември 1914  |
| 4. | Генерал-майор     | Климент Бояджиев   | 15 септември 1914 – 15 април 1915 |
| 5. | Генерал-лейтенант | Стефан Тошев       | през 1915                         |
| 6. | Генерал-лейтенант | Пантелей Киселов   | октомври 1918 – 1919              |
| 7. | Полковник         | Минчо Сотиров      | между 1919 и 1920                 |
|    | Генерал-майор     | Константин Соларов | 1927 – 1931                       |
|    | Генерал-майор     | Тодор Георгиев     | от 1932                           |
|    | Генерал-майор     | Крум Пинтев        | 1933 – 1934                       |
|    | Генерал-майор     | Христо Герджиков   | от 1934                           |
|    | Генерал-майор     | Иван Халачев       | 1935 – 23 октомври 1935           |
|    | Генерал-майор     | Георги Попов       | 23 октомври 1935 – 1940           |
|    | Генерал-лейтенант | Никола Христов     | към 1944                          |